# エム (彩冷えるの曲)
「エム」は、2005年2月にリリースされた彩冷えるの通算3枚目のシングルである。発売元はSPEEDDISK。

## 解説
A4サイズ24Pフルカラー写真集付き。
5000枚限定発売シングル。

## 収録曲
全曲作詞・作曲：涼平
1. エム
2. 蛙と首輪